# Първи конгрес на САЩ
Първият конгрес на САЩ, състоящ се от Сената и Камарата на представителите, заседава между 4 март 1789 и 4 март 1791 г., през първите 2 години на президентството на Джордж Вашингтон, първо в сградата на Федерал Хол в Ню Йорк и по-късно в Конгрес Хол във Филаделфия.
Разпределението на делегатите Камарата на представителите се основава на разпоредбите на член 1, ал. 2, т. 3 от американската конституция. Конгресните 2 камари не са имали представители на политически партии, но е преобладавало мнозинство в подкрепа на администрацията. Този Конгрес приема десетте първи конституционни поправки, които днес се наричат Закон за правата.

## Основни събития
- 1 април 1789: Камарата на представителите постига кворум и избира своя делови президиум
- 6 април 1789: Сенатът постига кворум и избира своя делови президиум; преброяват се бюлетините на Избирателната колегия и Джордж Вашингтон е единодушно избран за президент на Съединените щати[2]
- 30 април 1789: Джордж Вашингтон е инавгуриран във Федерал Хол в Ню Йорк
- 8 януари 1790: президентът Вашингтон произнася първата реч за Състоянието на Съюза
- 1 март 1790: нарежда се за първото преброяване
- 10 април 1790: създадена е патентна система
- 20 юни 1790: Джеймс Мадисън, Томас Джеферсън и Александър Хамилтън сключват „Компромиса от 1790“ за местоположението на столицата над река Потомак и поемане на щатските дългове от Федералното правителство. Мадисън обещава подкрепа по финансовия въпрос, а Хамилтън относно мястото на столицата.

## Законодателни актове

### Първа сесия
Заседава от 4 март 1789 до 29 септември 1789 г. във Федерал Хол в Ню Йорк
- 1 юни 1789 г.: Акт за регулиране на времето и начина на администриране на някои клетви
- 4 юли 1789 г.: Хамилтънова тарифа

разрешава събирането на мита и тарифи за посрещане на оперативните разходи на новото централно правителство
- 27 юли 1789 г.: основава се Държавен департамент на САЩ, първоначално под името „Министерство на външните работи“
- 31 юли 1789 г.: регулира се събирането на мита за тонаж и стоки
- 7 август 1789 г.: създава се Министерство на отбраната на САЩ
- 2 септември 1789 г.: създава се Министерство на финансите на САЩ
- 24 септември 1789 г.: Акт за Съдебната власт от 1789 г. – крайъгълен за развитието на съдебната система в страната. Определя йерархията начело с Върховния съд и оставя подробната уредба на системата за по-късно уточняване от Конгреса. Впоследствие се разбработват концепциите за области, поместни съдилища и прокурори. Създаден е постът „федерален прокурор на САЩ“.

### Втора сесия
Заседава от 4 януари 1790 година до 12 август 1790 г. във Федерал Хол в Ню Йорк
- 1 март 1790 г.: изработват се разпоредби за първото преброяване на САЩ
- 26 март 1790 г.: Акт за натурализация от 1790 г.
- 10 април 1790 г.: Патентен акт от 1790 г.
- 30 април 1790 г.: Наказателен кодекс от 1790 г.
- 31 май 1790 г.: Закон за авторското право от 1790 г.
- 6 юли 1790 г.: Закон за пребиваване (‘’Residence Act’’) на столицата по поречието на река Потомак.
- 22 юли 1790 г.: Закон за индианските отношения от 1790 г. за търговията с индианци в рамките на САЩ.

### Трета сесия
Заседава между 6 декември 1790 година и 3 март 1791 г., в сградата на „Конгрес Хол“ във Филаделфия
- 25 февруари 1791: учредява се първата банка на САЩ
- 3 март 1791: Закон за регулиране на алкохола (Уиски акт), който води до „Уискиевия бунт“.

## Конституционните поправки
- 25 септември 1789: дванадесет предложени изменения на Конституцията на САЩ са приети от Конгреса и са изпратени до отделните Щати за ратифициране. Десет от тях (№2-11) са ратифицирани като Закон за правата, една поправка (№12) е ратифицирана два века по-късно като Двадесет и седма поправка на Конституцията на САЩ, а гласуваната първа поправка все още очаква ратификация.

## Нови щати и реорганизации
- 21 ноември 1789: Северна Каролина става 12-ия щат, ратифицирал конституцията и така се присъедява официално към Съюза.
- 26 май 1790: организират се земите южно от река Охайо, отстъпени от Северна Каролина, по-късно включени в щата Тенеси.
- 29 май 1790: Роуд Айлънд става 13-ия ратифицирал щат и официално се присъедява към Съюза.